# أنتوني د. بيرك
أنتوني د. بيرك (بالإنجليزية: Anthony D. Burke)‏ هو عالم سياسة أسترالي، ولد في 1966.